# 佩雷斯塞萊東縣

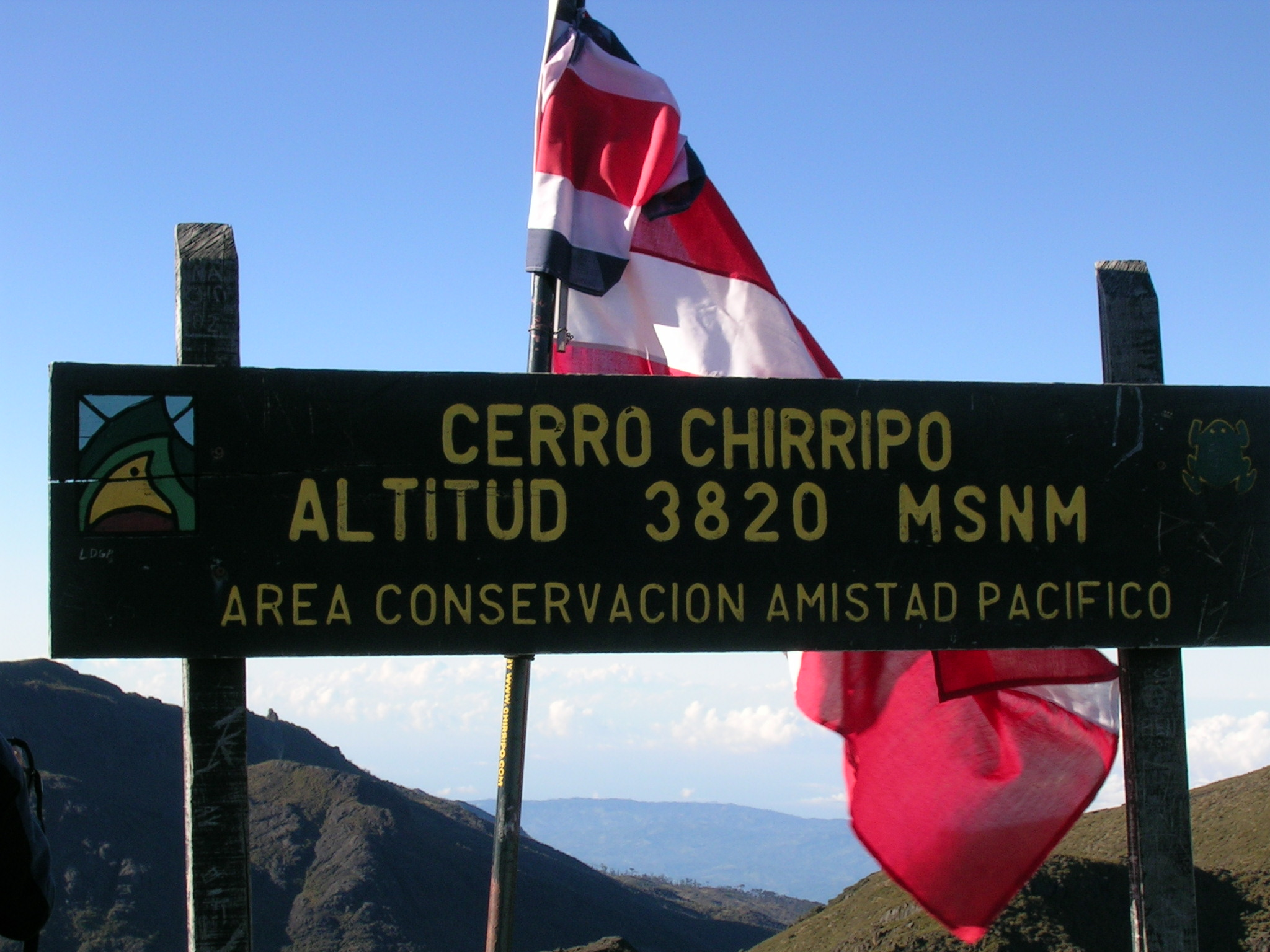

佩雷斯塞萊東縣（西班牙語：Cantón de Pérez Zeledón），是哥斯達黎加的縣份，位於該國中部，由聖何塞省負責管轄，首府設於聖伊西德羅德埃爾赫內拉爾，始建於1931年10月9日，面積1,905.51平方公里，海拔高度3,820米，2011年人口134,534人，人口密度每平方公里70.6人。
9°20′28″N 83°44′26″W / 9.34111°N 83.74056°W